# Diocèse d'Orvieto-Todi
Le diocèse d'Orvieto-Todi (en latin : Dioecesis Urbevetana-Tudertina ; en italien : Diocesi di Orvieto-Todi) est un diocèse de l'Église catholique en Italie sous exemption et appartenant à la région ecclésiastique d'Ombrie.

## Territoire
Le diocèse est situé sur une partie des provinces de Terni, Pérouse et Viterbe. L'autre partie de la province de Terni est dans le diocèse de Terni-Narni-Amelia et les archidiocèses de Pérouse-Città della Pieve et Spolète-Norcia. Ces deux derniers partagent aussi la province de Pérouse avec Orvieto-Todi tout comme les diocèses d'Assise-Nocera Umbra-Gualdo Tadino, Foligno, Gubbio et Città di Castello. Il n'y a seulement que la municipalité de Bolsena pour la province de Viterbe dont le reste est dans les diocèses de Civitavecchia-Tarquinia et Viterbe.
Son territoire est d'une superficie de 1 310 km2 divisé en 92 paroisses regroupées en 6 archidiaconés. Le siège épiscopal est dans la ville d’Orvieto où se trouve la cathédrale de l’Assomption. La cathédrale de la Très Sainte Annonciation de Todi est cocathédrale depuis la fusion des diocèses d'Orvieto et Todi en 1986. C'est également à Todi que se trouve le couvent de l'ordre des Servites de Marie qui conserve les reliques de saint Philippe Benizi. Le diocèse possède trois basiliques mineures : Le sanctuaire de l'Amour Miséricordieux (it) à Collevalenza, la basilique de Sainte Christine de Bolsena (es) qui garde le souvenir d'un miracle eucharistique et la basilique Sainte Cécile à Acquasparta.

## Histoire
Le diocèse actuel est né en 1986 par l'union des diocèses d'Orvieto et de Todi par le décret Instantibus votis de la congrégation pour les évêques.

### Diocèse d'Orvieto
Les premiers témoignages chrétiens remontent au IVe siècle-Ve siècle. Le premier évêque connu est Giovanni, episcopus de Urbe Vetere, destinataire d'une lettre de Grégoire Ier en décembre 590 l'invitant à aider le monastère de San Giorgio et à ne pas interdire la célébration de messes et l'inhumation des morts. En plus de celle de San Giorgio, les lettres grégoriennes rappellent également le monastère des saints Sévère et Martir, situé près de la ville. Par la suite, les lettres du pape Grégoire mentionnent l'évêque Candido, en 591 et 596, en tant qu' episcopus de Urbe Vetere, en 595 en tant qu' episcopus civitatis Bulsinensis. Selon Louis Duchesne, la destruction de la ville par les Lombards (573-575), les évêques de Bolsena déménagent leur siège à Orvieto, continuant pendant un certain temps à conserver l'ancien titre épiscopal. Lors du
concile de Rome en 680 organisé par le pape Agathon, l'évêque d'Orvieto Agnello porte le titre de Bulsinensis.
Au début du Moyen Âge, il y a peu d'évêques connus qui participent principalement aux conciles tenus à Rome par les pontifes. Jusqu'au début du XIIe siècle au moins, les évêques d'Orvieto exercent également un pouvoir civil sur la ville et son territoire ; cette autorité prend fin avec l'ascension de la municipalité et son alliance avec le chapitre de chanoines contre l'évêque Ildebrando (1140-1154). L'évêque lui-même engage une longue polémique avec les évêques de Soana, qui donne également lieu à des conflits armés, au sujet de la juridiction de certains comtés à la frontière entre les deux diocèses.
La lutte entre Guelfes et Gibelins provoque le meurtre sanglant du guelfe podestat Pietro Parenzo en 1199. Un évêque gibelin réussit à s'établir grâce à l'antipape Anaclet II, et en parallèle se constitue des mouvements hérétiques, y compris les Cathares, contre lesquels la dure répression de l'évêque Riccardo (1179-1200) n'a que peu d'effet. Le pape Innocent III doit frapper la ville d'interdit et excommunier les dirigeants de la municipalité. Les luttes politico-religieuses avec des résultats alternatifs se poursuivent même au XIIIe siècle. Après 1260, la municipalité devient définitivement guelfe et, après l'institution de l'inquisition (1249 aux dominicains ; de 1260 aux franciscains), les hérésies n'ont pas définitivement disparus (1263).
Au XIIIe siècle, période de forte expansion politique et économique à Orvieto, des ordres mendiants arrivent dans le diocèse. Les franciscains fondent Saint-Pierre, en dehors des murs de la ville, église qui est transmise en 1227 aux servites de Marie. Les franciscains construisent l'église saint François consacrée en 1266. Les dominicains installent leur siège dans l'église de Santa Pace, dont le monastère est occupé par un studium où enseignait Thomas d'Aquin ; et en 1268 l'église de San Domenico est consacrée. Dans le domaine féminin, Orvieto accueille les clarisses (1232), les augustines (1286) et les bénédictines. Dans le même temps, le mouvement de pénitence se répand dont la plus grande représentante est la bienheureuse Jeanne d'Orvieto, membre du Tiers-Ordre dominicain (1264-1306). Selon la tradition, un célèbre miracle eucharistique a lieu dans l'église Santa Cristina de Bolsena entre 1263 et 1264. En 1264, avec la bulle Transiturus de hoc mundo, le pape Urbain IV transfère l'espèce eucharistique de Bolsena à Orvieto et institue la solennité du Fête-Dieu, établissant qu'elle sera célébrée le jeudi qui suit l'octave de Pentecôte.
Le XIIIe siècle est aussi le siècle qui voit la transformation architecturale de la ville. L'église Sant'Andrea (it) est reconstruite sur les ruines d'une église paléochrétienne ; le palais épiscopal est agrandi et l'on construit le palais Soliano et le palais papal qui abritent la curie papale avec le pape Urbain IV (1261-1264). À l'époque de l'évêque Francesco Monaldeschi (1280-1295), on entreprend la reconstruction de la cathédrale enrichie par la suite par les fresques de Fra Angelico et surtout de Luca Signorelli.
Entre la fin du XIIIe siècle et le début du XIVe siècle, en se basant sur des reconstructions topographiques, le diocèse d'Orvieto est l’un des plus importants de l’Ombrie, après ceux de Spolète, Città di Castello et Pérouse, s’étendant sur environ 1 079 km2 et comprenant un total de 94 églises, dont 17 dans les centres urbains et 77 dans les centres ruraux. En 1369, le diocèse d’Orvieto cède une partie de son territoire au profit de l’érection du diocèse de Montefiascone. Dans la seconde moitié du XVe siècle, Orvieto se dote d’un mont-de-piété (1463), l’un des premiers en Ombrie, et d’un mont frumentaire (it) (1490), institut caritatif destiné à fournir du blé ou des denrées alimentaires aux paysans les plus démunis, qu'ils doivent restituer au moment de la récolte.
Au XVIe siècle, les évêques mettent en œuvre les décrets de réforme promus par le concile de Trente. Parmi ceux-ci, citons Sebastiano Vanti (1562-1570), qui participe au concile de Trente ; Pietro Paolo Crescenzi (1621-1644), qui accueille les jésuites dans le diocèse (1621) ; le dominicain Giuseppe della Corgna (1656-1676), qui tient un synode en 1660 ; Giuseppe dei conti di Marsciano (1734-1754) et Antonio Ripanti (1762-1780), qui œuvrent à la fondation du séminaire, qui n'est inauguré qu'en 1778, profitant des bénéfices du collège jésuite qui est supprimé et confiés aux doctrinaires présents dans le diocèse depuis 1588. En 1649, le diocèse d'Orvieto cède le territoire d'Acquapendente au profit de l'érection du diocèse d'Acquapendente (it).
Durant la période napoléonienne, Mgr Giovanni Battista Lambruschini est exilé en France à la suite de son refus de signer le serment de fidelité. Au cours de la République romaine, l'évêque Giuseppe Maria Vespignani est emprisonné. Du 5 au 8 septembre 1896, Orvieto accueille le quatrième congrès eucharistique national italien. En 1973, le territoire de Torre Alfina (frazione d'Acquapendente), passe du diocèse d’Orvieto à celui d’Acquapendente, tandis que les fraziones de Tordimonte et de Sant'Egidio sont cédées par le diocèse de Bagnoregio au diocèse d'Orvieto.

### Diocèse de Todi
Le christianisme se répand rapidement à Todi grâce à la Via Flaminia. Selon la tradition, la liste des évêques commence par une liste de saints évêques, parmi lesquels saint Térentien (it), considéré comme le protoévêque du diocèse. Le premier évêque historiquement documenté est Cresconio, qui prend part au concile de Latran organisé par le pape Félix III en 487 ; il est envoyé à Constantinople en 496 au nom du pape Anastase II et participe aux conciles de 499, 501 et 502 organisés par le pape Symmaque. Au milieu du VIe siècle, l'évêque saint Fortunat, est mentionné dans les Dialogues de Grégoire Ier. Vers l'an 600, naît à Todi le futur pape Martin Ier qui sera reconnu saint et martyr. En 760, grâce à un légat pontifical, la frontière entre les diocèses de Todi et de Spolète est ratifiée, qui suit probablement celle qui sépare le duché de Spolète de l'exarchat byzantin de Rome un siècle plus tôt.
De nombreux monastères se développent à Todi et sur son territoire. Parmi les monastères bénédictins les plus importants figurent ceux de San Leucio fondé au Xe siècle et qui devient une abbaye de prémontrés en 1133 ; et ceux des saints Fidenzio et Terenzio, fondé entre le VIIIe siècle et le IXe siècle. Au XIIIe siècle, les ordres mendiants commencent à s'implanter dans le diocèse. En 1254, les franciscains prennent possession du monastère des vallombrosiens de San Fortunato ; en 1236, les dominicains remplacent les bénédictins à San Leucio, puis fondent Santa Maria in Cammuccia ; les servites de Marie fondent San Marco où meurt saint Philippe Benizi.
Entre la fin du XIIIe siècle et le XIVe siècle, le diocèse de Todi occupe un territoire de taille moyenne entre les différents diocèses de l’Ombrie, s’étendant sur environ 797 km2 et comprenant 19 pièves (en 1332) sur un total de 154 églises, dont 18 dans les centres urbains et 136 dans les centres ruraux.
De 1523 à 1606, le diocèse est dirigé par des évêques de la famille Cesi. Parmi eux, Angelo Cesi (1566-1606) applique les décrets de réforme du concile de Trente, convoque un synode diocésain en 1568, établi des réunions mensuelles pour les prêtres du diocèse, restaure la cathédrale et construit le nouveau palais épiscopal. Son successeur, le cardinal Marcello Lante fonde le séminaire en 1608. Dans la première moitié du XVIIe siècle, Giovanni Battista Altieri (1643-1654) célèbre un synode en 1647 et fait deux visites pastorales en 1648 et 1650.
Le 24 juillet 1796, l'image de la Madone del Campione, vénérée depuis des siècles au palais de Todi, est vue en train d'ouvrir et de fermer les yeux. Un procès canonique régulier confirme le fait miraculeux.
À l'époque napoléonienne, l'évêque Francesco Maria Gazzoli est exilé en Corse, à l'instar de son collègue d'Orvieto. Au moment de l’union avec Orvieto, le diocèse de Todi comprend l’ensemble des municipalités de Todi, Baschi, Montecchio, Avigliano Umbro, Montecastrilli, Massa Martana, Collazzone, Monte Castello di Vibio et Fratta Todina et, en partie, les municipalités de Marsciano, Deruta, Gualdo Cattaneo et Acquasparta.

### Diocèse d'Orvieto-Todi
Le 12 juillet 1972, Virginio Dondeo, déjà évêque d’Orvieto, est également nommé évêque de Todi dont le siège vacant pendant plusieurs années, réunissant les deux diocèses in persona episcopi. La pleine union des diocèses de Todi et d'Orvieto a lieu le 30 septembre 1986, par le décret Instantibus votis de la congrégation pour les évêques, où le nouveau district ecclésiastique prend son nom actuel.

## Sources
- http://www.catholic-hierarchy.org